# Inzidentelles Lernen
Unter inzidentellem Lernen versteht man Lernen in der Handlung ohne Lernabsicht (laut Fremdwörter-Duden bedeutet inzident auch zufällig). Inzidentelles Lernen stellt ein Nebenprodukt anderer Aktivitäten dar und „findet in Situationen statt, in denen Lernen nicht notwendig, nicht geplant und nicht gefordert ist“ (Röhr-Sendlmaier & Käser, 2016, S. 210). Es umfasst das unerwartete Auffinden von Informationen während der Ausübung anderer Aktivitäten.
Grundsätzlich lassen sich drei Kategorien von Situationen unterscheiden, in denen inzidentelles Lernen vorkommen kann (Reischmann, 1995, S. 200): (1) in Situationen, die zwar geplant sind, aber bei denen das Lernen nicht der Hauptzweck der Handlung ist (z. B. eine Reise); (2) in Ausnahmesituationen und Einzelgeschehen (z. B. Unfall); (3) in Arbeits- und Lebensroutinen.
Am besten erklärt sich der Begriff durch ein Beispiel aus der täglichen Arbeit: Während der beabsichtigten (intentionalen) Suche nach ganz bestimmter Information (z. B. mittels einer Suchmaschine) muss meistens auch (relativ viel) weniger passende Information kognitiv bearbeitet werden, aber: genau diese Informationsverarbeitung – die eben nicht absichtlich (nicht intentional) erfolgt – löst einen Lernprozess aus: es wird inzidentell (nicht absichtlich) gelernt. Sehr oft im täglichen Leben lernen wir nicht absichtlich, sondern „unabsichtlich“. In der englischsprachigen Literatur wird auch der Begriff implicit learning verwendet.

## Begriffsgeschichte
Die Ursprünge des Begriffs des inzidentellen Lernens finden sich bei John Dewey, der es im Rahmen seiner Experimente an der Laboratory School in Chicago als: „Lernen als Nebenertrag“ bezeichnet hat. Heute wird diese Lernform im Rahmen von Demokratiebildung angewandt.

## Lerneffizienz
Hyde und Jenkins (1973) stellten in einem Experiment fest, dass es für die Behaltensleistung letztendlich keine Rolle spielt, ob die Lernenden inzidentell (ohne das Wissen, geprüft zu werden) oder intentional (mit dem Wissen, dass das Gelernte wichtig ist) lernen, sondern dass die Art der Verarbeitung entscheidend ist. „Man zeigt typischerweise eine bessere Gedächtnisleistung, wenn man das Lernen beabsichtigt, weil man mit größerer Wahrscheinlichkeit Aktivitäten ausführt, die besser für eine gute Gedächtnisleistung geeignet sind“ (Anderson, 2003, S. 198).

## Abgrenzung von anderen Lernformen
Im Zusammenhang mit dem inzidentellen Lernen wird häufig auch das implizite Lernen genannt. Overwien (2002) verwendet beide Begriffe synonym und ist der Ansicht, dass sie „zwar verschiedenen theoretischen Zusammenhängen [entstammten], aber identische Sachverhalte“ bezeichneten (S. 18). Arnold (2016) verwendet den Begriff „implizites Lernen“ – in Anlehnung an Polanyis (1967) Begrifflichkeit des stillschweigenden Wissens („tacit knowledge“) und das „en passant“-Lernen nach Reischmann (1995) – grundsätzlich bedeutungsgleich zu der Definition eines unbewussten, nicht-intentionalen Lernens.
Das inzidentelle Lernen unterscheidet sich außerdem vom informellen Lernen: Inzidentelles Lernen findet unbewusst und nebenbei statt – es kann als „Grundrauschen“ jeglicher Tätigkeit angesehen werden. Beim informellen Lernen ist eine intentionale Ausrichtung auf ein Handlungsziel gegeben, zum Beispiel auf ein bewusst zu lösendes Problem. Zwar steht auch beim informellen Lernen nicht das Lernen im Vordergrund, sondern die Handlung. Zumindest ist sich die lernende Person aber im Klaren, dass sie während der Problemlösung ihre Kompetenzen erweitert. Eine Gemeinsamkeit zwischen inzidentellem und informellem Lernen ist hingegen, dass beide Lernformen „spontan und reaktiv in Bezug auf alltägliche Situationen und Handlungen“ (Decius 2020, S. 74) stattfinden.